# Nat Levine
Nat Levine (26 de julho de 1899 – 6 de agosto de 1989) foi um produtor cinematográfico norte-americano. Ele produziu 105 filmes entre 1921 e 1946.

## Filmografia selecionada
- The Silent Flyer (1926)
- The Golden Stallion (1927)
- Isle of Sunken Gold (1927)
- Heroes of the Wild (1927)
- Vultures of the Sea (1928)
- The Vanishing West (1928)
- The Fatal Warning (1929)
- The King of the Kongo (1929)
- The Devil Horse (1932)
- The Law of the Wild (1934)
- Little Men (1934)
- Mil Dólares por Minuto (1935)
- Ladies Crave Excitement (1935)